# Język zdaniowy
Język zdaniowy – trójka {\displaystyle {\mathcal {L}}=\langle {\textbf {P}},{\mathfrak {F}},\varsigma \rangle ,} gdzie:
{\displaystyle {\textbf {P}}} jest zbiorem nieskończonym,
{\displaystyle {\mathfrak {F}}} zbiorem rozłącznym z {\displaystyle {\textbf {P}}}
{\displaystyle \varsigma :{\mathfrak {F}}\to \mathbb {N} _{0}.}
Elementy zbioru {\displaystyle {\textbf {P}}} są nazywane zmiennymi zdaniowymi, elementy zbioru {\displaystyle {\mathfrak {F}}} spójnikami języka {\displaystyle {\mathcal {L}},} a {\displaystyle \varsigma } jego sygnaturą.
Skończone ciągi elementów zbioru {\displaystyle {\textbf {P}}\cup {\mathfrak {F}}} są nazywane napisami języka {\displaystyle {\mathcal {L}}.}
Najmniejszy (w sensie inkluzji) spośród zbiorów napisów zbiór {\displaystyle Y} spełniający warunki:
|  |  | {\displaystyle {\textbf {P}}\subseteq Y} (jednoelementowe napisy złożone ze zmiennych są w {\displaystyle Y} |  | (1) |

|  |  | {\displaystyle {\mathfrak {f}}\alpha _{1}\ldots \alpha _{\varsigma ({\mathfrak {f}})}\in Y,\quad \alpha _{1},\dots ,\alpha _{\varsigma ({\mathfrak {f}})}\in Y,\quad {\mathfrak {f}}\in {\mathfrak {F}}} |  | (2) |

nazywany jest zbiorem formuł języka {\displaystyle {\mathcal {L}}} i oznaczany symbolem {\displaystyle \mathbf {Frm} ({\mathcal {L}}).}
O zbiorach spełniających warunki (1) i (2) mówi się, że są domknięte na budowę formuł języka {\displaystyle {\mathcal {L}}}.
Innymi słowy zbiór {\displaystyle \mathbf {Frm} ({\mathcal {L}})} jest najmniejszym zbiorem napisów domkniętym na budowę formuł języka {\displaystyle \mathbf {Frm} ({\mathcal {L}}).}

## Przykład

### Językklasycznego rachunku zdań
Niech {\displaystyle {\mathcal {L}}_{\mathbf {CIMV} }=\langle {\textbf {P}},{\mathfrak {F}},\varsigma _{\mathbf {LK} }\rangle ,}
gdzie {\displaystyle \mathbf {P} =\{\mathbf {p} ,\mathbf {q} ,\mathbf {r} ,\mathbf {s} ,\dots \},}{\displaystyle {\mathfrak {F}}=\{\mathbf {C} ,\mathbf {A} ,\mathbf {K} ,\mathbf {N} ,\mathbf {E} \}}
i niech {\displaystyle \varsigma _{\mathbf {LK} }(\mathbf {C} )=2,\;\varsigma _{\mathbf {LK} }(\mathbf {A} )=2,\;\varsigma _{\mathbf {LK} }(\mathbf {K} )=2,\;\varsigma _{\mathbf {LK} }(\mathbf {E} )=2,\;\varsigma _{\mathbf {LK} }(\mathbf {N} )=1.}
Wówczas {\displaystyle \mathbf {CCNpqApq} } jest formułą języka {\displaystyle {\mathcal {L}}_{\mathbf {CIMV} },} ale {\displaystyle \mathbf {CCNpqqApq} } i {\displaystyle \mathbf {CCNpNApq} } nie są.

### Język arytmetykiPeana

#### Języktermówarytmetyki Peana
Niech
{\displaystyle \varsigma _{\mathbf {PA} }=\left\langle {\begin{array}{c|c|c|c}\mathbf {A} &\mathbf {M} &\mathbf {O} &\mathbf {I} \\\hline 2&2&0&0\end{array}}\right\rangle \qquad {\mbox{i niech}}\qquad \mathbf {V} =\{\mathbf {v} _{0},\mathbf {v} _{1},\mathbf {v} _{2},\dots \}.}
Język {\displaystyle {\mathcal {L}}_{\mathbf {PA} }^{t}=\langle \mathbf {V} ,\{\mathbf {A} ,\mathbf {M} ,\mathbf {O} ,\mathbf {I} \},\varsigma _{\mathbf {PA} }\rangle }
nazywa się językiem termów arytmetyki Peana. Formuły tego języka nazywa się termami arytmetyki Peana. Zbiór wszystkich termów arytmetyki Peana oznaczany będzie {\displaystyle \mathbf {Trm} _{\mathbf {PA} }.}
Dla wygody czasem zamiast {\displaystyle \mathbf {v} _{0}} pisze się {\displaystyle \mathbf {x} ,} zamiast {\displaystyle \mathbf {v} _{1}} pisze się {\displaystyle \mathbf {y} } i zamiast {\displaystyle \mathbf {v} _{2}} pisze się {\displaystyle \mathbf {z} .}
Definiujemy indukcyjnie ciąg numerałów:
{\displaystyle {\boldsymbol {\Delta }}_{0}:=\mathbf {O} ,\quad {\boldsymbol {\Delta }}_{1}:=\mathbf {I} ,\quad {\boldsymbol {\Delta }}_{n+1}:=\mathbf {AI} {\boldsymbol {\Delta }}_{n},\quad n=0,1,2,\dots }

#### Językformułarytmetyki PA
Formułami atomowymi arytmetyki Peana nazywamy napisy postaci {\displaystyle \mathbf {Eq} \tau _{1}\tau _{2}} oraz {\displaystyle \mathbf {Le} \tau _{1}\tau _{2},} gdzie {\displaystyle \tau _{1},\tau _{2}\in \mathbf {Trm} _{PA}.}
Zwyczajowo zamiast {\displaystyle \mathbf {Eq} \tau _{1}\tau _{2},} pisze się {\displaystyle (\tau _{1}\equiv \tau _{2}),} zamiast {\displaystyle \mathbf {Le} \tau _{1}\tau _{2},} pisze się {\displaystyle (\tau _{1}\leqslant \tau _{2}).}
Zbiór formuł atomowych języka PA, oznaczymy {\displaystyle \mathbf {Frm} _{\mathbf {PA} }^{(0)}.}
Przykład:
formułami atomowymi języka PA są
| (Zero jest najmniejsze)             | {\displaystyle \mathbf {O} \leqslant \mathbf {x} }                                                                   |                                                         |
| (Aksjomaty dla dodawania)           | {\displaystyle \mathbf {AxO} \equiv \mathbf {x} ,}                                                                   | {\displaystyle \mathbf {AxAyI} \equiv \mathbf {AAxyI} } |
| (Aksjomaty dla mnożenia)            | {\displaystyle \mathbf {MxO} \equiv \mathbf {O} ,}                                                                   | {\displaystyle \mathbf {MxAyI} \equiv \mathbf {AMxyx} } |
| (Przemienność dodawania i mnożenia) | {\displaystyle \mathbf {Axy} \equiv \mathbf {Ayx} ,}                                                                 | {\displaystyle \mathbf {Mxy} \equiv \mathbf {Myx} }     |
| (Łączność dodawania i mnożenia)     | {\displaystyle \mathbf {AxAyz} \equiv \mathbf {AAxyz} ,}                                                             | {\displaystyle \mathbf {MxAyz} \equiv \mathbf {MMxyz} } |
| (2+3=5)                             | {\displaystyle \mathbf {A} {\boldsymbol {\Delta }}_{2}{\boldsymbol {\Delta }}_{3}\equiv {\boldsymbol {\Delta }}_{5}} |                                                         |
| (2*3=6)                             | {\displaystyle \mathbf {M} {\boldsymbol {\Delta }}_{2}{\boldsymbol {\Delta }}_{3}\equiv {\boldsymbol {\Delta }}_{6}} |                                                         |
Formułami arytmetyki Peana nazywamy formuły języka
{\displaystyle \langle \mathbf {Frm} _{\mathbf {PA} }^{(0)},\{\mathbf {A} ,\mathbf {K} ,\mathbf {N} ,\mathbf {C} ,\mathbf {E} \}\cup {\mathfrak {Q}}^{\forall }\cup {\mathfrak {Q}}^{\exists },\varsigma _{\mathbf {KRK} }\rangle ,}
gdzie {\displaystyle {\mathfrak {Q}}^{\forall }=\{(\mathbf {Q} _{n}^{\forall }):n=0,1,2,\dots \},\;{\mathfrak {Q}}^{\exists }=\{(\mathbf {Q} _{n}^{\exists }):n=0,1,2,\dots \}}
oraz gdzie {\displaystyle \varsigma _{\mathbf {KRK} }} jest wzbogaceniem sygnatury {\displaystyle \varsigma _{\mathbf {LK} }} do zbioru {\displaystyle \{\mathbf {A} ,\mathbf {K} ,\mathbf {N} ,\mathbf {C} ,\mathbf {E} \}\cup {\mathfrak {Q}}^{\forall }\cup {\mathfrak {Q}}^{\exists },} dla którego {\displaystyle \varsigma _{\mathbf {LK} }(\mathbf {Q} _{n}^{\forall })=\varsigma _{\mathbf {LK} }(\mathbf {Q} _{n}^{\exists })=1,\;n=0,1,2,\dots }
Zamiast pisać {\displaystyle (\mathbf {Q} _{n}^{\forall })\alpha ,} pisze się zazwyczaj {\displaystyle (\forall \mathbf {v} _{n})\alpha ,} zamiast zaś pisać {\displaystyle (\mathbf {Q} _{n}^{\exists })\alpha ,} pisze się zazwyczaj {\displaystyle (\exists \mathbf {v} _{n})\alpha .}
Przykład:
formułami języka PA są
- {\displaystyle \mathbf {E} (\mathbf {x\leqslant y} )(\exists \mathbf {z} )(\mathbf {Axz\equiv y} )}
- {\displaystyle \mathbf {C} (\mathbf {Axz\leqslant Ayz} )(\mathbf {x\leqslant y} )}
- {\displaystyle \mathbf {CN} (\mathbf {z\equiv O} )\mathbf {C} (\mathbf {Mxz\leqslant Myz} )(\mathbf {x\leqslant y} )}

## Lemat (o kształcie formuł)
Niech {\displaystyle {\mathcal {L}}} będzie językiem zdaniowym.
Wówczas dla każdej formuły {\displaystyle \delta } tego języka zachodzi jeden z warunków
|  |  | {\displaystyle \delta \in \mathbf {P} } |  | (3) |

|  |  | {\displaystyle \delta ={\mathfrak {f}}\alpha _{1}\ldots \alpha _{n}} dla pewnego {\displaystyle {\mathfrak {f}}\in {\mathfrak {F}}} oraz {\displaystyle \alpha _{1},\dots ,\alpha _{n}\in \mathbf {Frm} ({\mathcal {L}})} |  | (4) |

Dla dowodu tego lematu należy rozważyć zbiór {\displaystyle Y} formuł {\displaystyle \delta } spełniających warunki (3) i (4) powyżej, a następnie pokazać, że jest on domknięty na budowę formuł.

## Lemat (o jednoznaczności budowy)
Niech {\displaystyle {\mathcal {L}}} będzie językiem zdaniowym, niech {\displaystyle \alpha _{1},\dots ,\alpha _{n},\beta _{1},\dots ,\beta _{m}} będą formułami i niech {\displaystyle {\mathfrak {f_{1}}},{\mathfrak {f_{2}}}\in {\mathfrak {F}}} będą takie, że {\displaystyle {\mathfrak {f_{1}}}\alpha _{1}\ldots \alpha _{n}={\mathfrak {f_{2}}}\beta _{1}\ldots \beta _{m}.}
Wówczas {\displaystyle {\mathfrak {f_{1}}}={\mathfrak {f_{2}}},\;n=m} oraz {\displaystyle \alpha _{1}=\beta _{1},\,\dots ,\,\alpha _{n}=\beta _{m}.}

## Podformuły
Lematy o kształcie formuł i jednoznaczności budowy pozwalają na indukcyjne zdefiniowanie pojęcia podformuły danej formuły oraz podstawienia w formule innej formuły w miejsce zmiennej:
Zbiorem podformuł formuły {\displaystyle \delta } nazywamy zbiór zdefiniowany następująco:
{\displaystyle \mathbf {Sbf} (\delta )={\begin{cases}\delta ,&{\mbox{jeśli }}\delta \in \mathbf {P} \\\mathbf {Sbf} (\alpha _{1})\cup \ldots \cup \mathbf {Sbf} (\alpha _{n})\cup \{\delta \}&{\mbox{jeśli }}\delta ={\mathfrak {f}}\alpha _{1}\ldots \alpha _{n},\;{\mathfrak {f}}\in {\mathfrak {F}}.\end{cases}}}
Zmiennymi formuły {\displaystyle \delta } nazywamy elementy zbioru {\displaystyle \mathbf {At} (\delta )=\mathbf {Sbf} (\delta )\cap \mathbf {P} .}

### Przykład
{\displaystyle \mathbf {Sbf} (\mathbf {CCNpqApq} )=\{\mathbf {p} ,\mathbf {q} ,\mathbf {Apq} ,\mathbf {Np} ,\mathbf {CNpq} ,\mathbf {CCNpqApq} \}}

## Podstawienie w formule
Podstawieniem w formule {\displaystyle \delta } formuły {\displaystyle \varphi } w miejsce zmiennej {\displaystyle s} nazywamy formułę:
{\displaystyle (\delta )[\varphi /s]={\begin{cases}p,&{\mbox{jeśli }}p\in \mathbf {P} \setminus \{s\}\\\varphi &{\mbox{jeśli }}p=s\\{\mathfrak {f}}(\alpha _{1}[\varphi /s])\ldots (\alpha _{n}[\varphi /s])&{\mbox{jeśli }}\delta ={\mathfrak {f}}\alpha _{1}\ldots \alpha _{n},\;{\mathfrak {f}}\in {\mathfrak {F}}.\end{cases}}}
Zachodzi {\displaystyle \delta [p/p]=\delta .} Jeśli {\displaystyle p\notin \mathbf {At} (\delta ),} to {\displaystyle \delta [\varphi /p]=\delta .}

### Przykład
{\displaystyle (\mathbf {CCNpqApq} )[\mathbf {KEpqNp} /\mathbf {q} ]=\mathbf {CCNpKEpqNpApKEpqNp} }

## Jednoczesne podstawienie kilku formuł
W wielu wypadkach przydaje się umiejętność jednoczesnego podstawienia kilku formuł w miejsce kilku zmiennych:
Podstawieniem w formule {\displaystyle \delta } formuł {\displaystyle \varphi _{1},\dots ,\varphi _{m}} w miejsce zmiennych {\displaystyle s_{1},\dots ,s_{m}} nazywamy formułę:
{\displaystyle (\delta )[\varphi _{1}/s_{1},\dots ,\varphi _{m}/s_{m}]={\begin{cases}{p}&{{\mbox{jeśli }}p\in \mathbf {P} \setminus \{s_{1},\dots ,s_{m}\},}\\{\varphi _{j}}&{{\mbox{jeśli }}p=s_{j},\,j=1,\dots ,m,}\\{{\mathfrak {f}}(\alpha _{1}[\varphi _{1}/s_{1},\dots ,\varphi _{m}/s_{m}])\ldots (\alpha _{n}[\varphi _{1}/s_{1},\dots ,\varphi _{m}/s_{m}])}&{{\mbox{jeśli }}\delta ={\mathfrak {f}}\alpha _{1}\ldots \alpha _{n},\;{\mathfrak {f}}\in {\mathfrak {F}}.}\end{cases}}}
Wynik podstawienia nie zależy od kolejności:
{\displaystyle (\delta )[\varphi _{1}/s_{1},\dots ,\varphi _{m}/s_{m}]=(\delta )[\varphi _{\pi (1)}/s_{\pi (1)},\dots ,\varphi _{\pi (m)}/s_{\pi (m)}]}
dla dowolnej permutacji {\displaystyle \pi } zbioru {\displaystyle \{1,2,\dots ,n\}.}
Jeśli {\displaystyle p,q\in \mathbf {At} (\delta )} i {\displaystyle q\notin \mathbf {At} (\varphi ),} to:
{\displaystyle (\delta )[\varphi /p,\psi /q]={\big (}(\delta )[\varphi /p]{\big )}[\psi /q].}

### Przykład
| {\displaystyle (\mathbf {CCNpqApq} )[\mathbf {KEpqNp} /\mathbf {p} ,\mathbf {CNpp} /\mathbf {q} ]}  | {\displaystyle =\mathbf {CCNKEpqNpCNppAKEpqNpCNpp} }                            |
| |                                                                                 |
| {\displaystyle (\mathbf {CCNpqApq} )[\mathbf {KEpqNp} /\mathbf {p} ][\mathbf {CNpp} /\mathbf {q} ]} | {\displaystyle =(\mathbf {CCNKEpqNpqAKEpqNpq} )[\mathbf {CNpp} /\mathbf {q} ]=} |
| | {\displaystyle =\mathbf {CCNKEpCNppNpCNppAKEpCNppNpCNpp} }                      |

## Algebra formuł
Język zdaniowy wyznacza dość ważną algebrę sygnatury {\displaystyle \varsigma {:}}
Algebrą formuł języka {\displaystyle {\mathcal {L}}} nazywamy algebrę sygnatury tego języka {\displaystyle {\mathfrak {A}}_{\mathcal {L}},} której uniwersum jest {\displaystyle \mathbf {Frm} ({\mathcal {L}})} i w której
{\displaystyle {\mathfrak {A}}_{\mathcal {L}}({\mathfrak {f}})(\alpha _{1},\dots ,\alpha _{\varsigma ({\mathfrak {f}})})={\mathfrak {f}}\alpha _{1}\ldots \alpha _{\varsigma ({\mathfrak {f}})},\qquad {\hbox{dla}}\;\;{\mathfrak {f}}\in {\mathfrak {F}}.}
Algebra języka jest algebrą wolną z {\displaystyle \mathbf {P} } jako zbiorem wolnych generatorów w klasie algebr jej sygnatury:
 Dla dowolnej algebry {\displaystyle {\mathfrak {C}}} sygnatury języka {\displaystyle {\mathcal {L}}} oraz dowolnego odwzorowania {\displaystyle v\colon \mathbf {P} \to |{\mathfrak {C}}|} istnieje jedyny homomorfizm {\displaystyle {\widehat {{\mathfrak {A}}_{\mathcal {L}},v}}\colon {\mathfrak {A}}_{\mathcal {L}}\to {\mathfrak {C}}} rozszerzający {\displaystyle v.}
W przypadku, gdy język jest ustalony w danym kontekście homomorfizm ten oznaczamy po prostu symbolem {\displaystyle {\widehat {v}}.}
Zauważmy, że {\displaystyle (\delta )[\varphi /s]={\widehat {v}}(\delta ),} gdzie {\displaystyle v\colon \mathbf {P} \to \mathbf {Frm} ({\mathcal {L}})} dane jest wzorem:
{\displaystyle v(p)={\begin{cases}\varphi ,&p=s\\p,&p\in \mathbf {P} \setminus \{s\}.\end{cases}}}
Co więcej, jeśli {\displaystyle \mathbf {At} (\delta )=\{s_{1},\dots ,s_{n}\}} oraz {\displaystyle v:\mathbf {P} \colon \to \mathbf {Frm} ({\mathcal {L}}),} to:
{\displaystyle {\widehat {v}}(\delta )=(\delta )[v(s_{1})/s_{1},\dots ,v(s_{n})/s_{n}].}
Niech {\displaystyle X} będzie zbiorem formuł języka {\displaystyle {\mathcal {L}}.} Wówczas
{\displaystyle \mathbf {Sb} _{\mathcal {L}}(X)={\Big \{}{\widehat {v}}(\delta ):\delta \in X,\;v\colon \mathbf {P} \to \mathbf {Frm} ({\mathcal {L}}){\Big \}}}

## Reguła podstawiania
Regułą podstawiania w języku {\displaystyle {\mathcal {L}}} jest reguła:
{\displaystyle \mathbf {r} _{\star }^{\mathcal {L}}={\Big \{}{\big \langle }\{\delta \},{\widehat {v}}(\delta ){\big \rangle }:\delta \in X,\;v\colon \mathbf {P} \to \mathbf {Frm} ({\mathcal {L}}){\Big \}}}
W przypadku, gdy język jest ustalony, indeks górny jest pomijany.